# British Home Championship 1934/35
De British Home Championship van 1934/35 was de 47e editie van de British Home Championship. Het toernooi werd gehouden van 29 september 1934 tot en met 6 april 1935. Engeland en Schotland werden kampioen.

## Eindstand
| Team          | Gsp | W | G | V | DV | DT | DS | Ptn |
| ------------- | --- | - | - | - | -- | -- | -- | --- |
| Engeland      | 3   | 2 | 0 | 1 | 6  | 3  | +3 | 4   |
| Schotland     | 3   | 2 | 0 | 1 | 6  | 4  | +2 | 4   |
| Noord-Ierland | 3   | 1 | 0 | 2 | 4  | 6  | –2 | 2   |
| Wales         | 3   | 1 | 0 | 2 | 5  | 8  | –3 | 2   |

## Wedstrijden
|                                                        |       |                                                          |          |                                                                              |
| 29 september 1934 «onderlinge duels» 15:30 uur (UTC+1) | Wales | 0 – 4                                                    | Engeland | Ninian Park, Cardiff Toeschouwers: 36.692 Scheidsrechter: Sam Thompson (NIR) |
| 29 september 1934 «onderlinge duels» 15:30 uur (UTC+1) |       | 10', 85' Fred Tilson 30' Eric Brook 64' Stanley Matthews |          | Ninian Park, Cardiff Toeschouwers: 36.692 Scheidsrechter: Sam Thompson (NIR) |

|                                                    |                                    |       |                       |                                                                           |
| 20 oktober 1934 «onderlinge duels» 15:00 uur (UTC) | Noord-Ierland                      | 2 – 1 | Schotland             | Windsor Park, Belfast Toeschouwers: 39.752 Scheidsrechter: Bert Mee (ENG) |
| 20 oktober 1934 «onderlinge duels» 15:00 uur (UTC) | Davy Martin 80' Jackie Coulter 90' |       | 40' Patrick Gallacher | Windsor Park, Belfast Toeschouwers: 39.752 Scheidsrechter: Bert Mee (ENG) |

|                                                     |                                          |       |                                    |                                                                                     |
| 21 november 1934 «onderlinge duels» 14:20 uur (UTC) | Schotland                                | 3 – 2 | Wales                              | Pittodrie Stadium, Aberdeen Toeschouwers: 26.334 Scheidsrechter: Sam Thompson (NIR) |
| 21 november 1934 «onderlinge duels» 14:20 uur (UTC) | Dally Duncan 23' Charlie Napier 46', 85' |       | 7' Charlie Phillips 88' Dai Astley | Pittodrie Stadium, Aberdeen Toeschouwers: 26.334 Scheidsrechter: Sam Thompson (NIR) |

|                                                    |                       |       |                    |                                                                                 |
| 6 februari 1935 «onderlinge duels» 13:00 uur (UTC) | Engeland              | 2 – 1 | Noord-Ierland      | Goodison Park, Liverpool Toeschouwers: 32.000 Scheidsrechter: Willie Webb (SCO) |
| 6 februari 1935 «onderlinge duels» 13:00 uur (UTC) | Cliff Bastin 21', 70' |       | 50' Alex Stevenson | Goodison Park, Liverpool Toeschouwers: 32.000 Scheidsrechter: Willie Webb (SCO) |

|                                                  |                                                                |       |                  |                                                                                    |
| 27 maart 1935 «onderlinge duels» 16:00 uur (UTC) | Wales                                                          | 3 – 1 | Noord-Ierland    | Racecourse Ground, Wrexham Toeschouwers: 17.000 Scheidsrechter: Peco Bauwens (GER) |
| 27 maart 1935 «onderlinge duels» 16:00 uur (UTC) | Charles Jones 7' Charlie Phillips 23' (pen.) Idris Hopkins 85' |       | 22' Joe Bambrick | Racecourse Ground, Wrexham Toeschouwers: 17.000 Scheidsrechter: Peco Bauwens (GER) |

|                                                 |                       |       |          |                                                                                |
| 6 april 1935 «onderlinge duels» 15:00 uur (UTC) | Schotland             | 2 – 0 | Engeland | Hampden Park, Glasgow Toeschouwers: 129.693 Scheidsrechter: Sam Thompson (NIR) |
| 6 april 1935 «onderlinge duels» 15:00 uur (UTC) | Dally Duncan 43', 49' |       |          | Hampden Park, Glasgow Toeschouwers: 129.693 Scheidsrechter: Sam Thompson (NIR) |